# Всеукраїнський тиждень дитячого читання

## Історія проведення
Вперше це свято було започатковано та проведено 26 березня 1943 р. за ініціативи дитячого письменника Льва Кассиля під назвою «Книжкові іменини». Участь у першому Тижні брали: Самуїл Маршак, Сергій Міхалков, Агнія Барто та ін. З 1944 р. Тиждень отримав статус Всесоюзного та почав називатися Всесоюзний тиждень дитячої та юнацької книги.
У 1945 р. заходи в рамках Тижня вперше відбулися у Києві, його гостями стали Петро Панч, Микола Бажан, Іван Багмут.
З 1993 р. на виконання спільної постанови Міністерства культури України, Міністерства освіти України, Міністерства України в справах молоді і спорту, Товариства книголюбів України, Спілки письменників України, Міжнародної асоціації українських дитячих письменників, видавців, діячів культури, Дитячого фонду України, видавництва дитячої літератури «Веселка» № 2/12-Г від 22 лютого 1993 р. «Про проведення Всеукраїнського тижня дитячої та юнацької книги» даний захід визначено як Всеукраїнський. Зазначеною постановою започатковано проведення Всеукраїнського тижня дитячої та юнацької книги під час шкільних весняних канікул та затверджено Положення про Всеукраїнський тижня дитячої та юнацької книги.
У 2008 р., відповідно до наказу Міністерства культури і туризму України № 264/1/15-08 від 18.03.2008р. «Про проведення Всеукраїнського тижня дитячого читання», захід перейменовано у Всеукраїнський тиждень дитячого читання.
Кожного року Тиждень дитячого читання стартує в усіх регіонах України. У ці дні в усіх спеціалізованих бібліотеках України для дітей відбуваються різноманітні заходи, спрямовані на популяризацію серед підростаючого покоління культури читання та книги, знайомство з кращими зразками вітчизняної та світової літератури, формування у них національної свідомості та позитивних соціальних орієнтирів, як повноцінних і активних громадян. Водночас привертається увага і до бібліотеки загалом, як сучасної інформаційно-комунікаційної платформи, джерела актуальної інформації та змістовного дозвілля. Серед заходів, що відбуваються: зустрічі та майстер-класи, презентації, виставки, акції, квести, вистави, бесіди. Основною метою кожного заходу є створення комфортної та сприятливої атмосфери для залучення дитини до активного і свідомого читання.
Усталеною традицією стало те, що урочистості, присвячені відкриттю свята дитячого читання, відбуваються на базі однієї з провідних бібліотек для дітей. Дана тенденція дає можливість широкій бібліотечній громадськості та гостям Тижня читання познайомитись з відомими місцевими письменниками, книговидавцями, ілюстраторами, культурними та громадськими діячами, які долучаються до справи популяризації читання та мистецтва друкованого слова.
Окрім цього, зміст роботи спеціалізованих бібліотек України для дітей щодо відзначення Тижня читання орієнтується і на виконання пріоритетних напрямків діяльності галузі на державному рівні, а саме: національних програм, указів Президента України, постанов Верховної Ради України, відзначення пам’ятних та ювілейних дат.
Починаючи з 1999 р. заключне свято відбувається у Національній бібліотеці України для дітей, яка на допомогу у проведенні Тижня читання щорічно видає методичні поради з розробками заходів.
Отже:
| Рік  | Відкриття | Закриття |
| 1993 | Державна бібліотека України для дітей | Український Дім |
| 1994 | Державна бібліотека України для дітей | |
| 1995 | Державна бібліотека України для дітей Тиждень читання було присвячено 50-річчю Перемоги у Великій Вітчизняній війні | |
| 1996 | м. Славутич Київської обл. | Київська дитяча академія мистецтв                                                                                                  |
| 1997 | с. Романівка Попілянського району Житомирської обл. | Державна бібліотека України для дітей                                                                                              |
| 1998 | м. Корсунь-Шевченківський Черкаської обл. | Київський міський будинок вчителя                                                                                                  |
| 1999 | с. Калинівка Броварського р-ну Київської обл. Присвячене 185-річчю з дня народження Тараса Григоровича Шевченка | Державна бібліотека України для дітей                                                                                              |
| 2000 | Бібліотека-філія для дітей №115 Ватутинської РЦБС м. Києва | Державна бібліотека України для дітей                                                                                              |
| 2001 | Козелецька ЦБС Чернігівської обл. | Державна бібліотека України для дітей                                                                                              |
| 2002 | Вінницька обласна бібліотека для дітей «Ми із країни Літляндія» | Державна бібліотека України для дітей                                                                                              |
| 2003 | Державна бібліотека України для дітей Присвячене 60-річчю Всеукраїнського тижня дитячої та юнацької книги | Державна бібліотека України для дітей Присвячене Міжнародному дню дитячої книги та Дню гумору                                      |
| 2004 | Чернівецька обласна бібліотека для дітей Присвячене 190-й річниці з дня народження Тараса Григоровича Шевченка | Національна бібліотека України для дітей Присвячене Міжнародному дню дитячої книги та Дню гумору                                   |
| 2005 | Хмельницька обласна бібліотека для дітей ім. Т.Г. Шевченка «Ми — юний цвіт нової України» Присвячене 200-річчю з дня народження Г.Х. Андерсена | Національна бібліотека України для дітей Присвячене 200-річчю з дня народження Г.Х. Андерсена                                      |
| 2006 | Центральна міська бібліотека для дітей ім. Т. Шевченка м. Києва «Завжди була і буде вічно — дитина з книжкою в руці» у рамках Року охорони дитинства, оголошеного Президентом України. Девіз року: «Молоді українські письменники — дітям України» | Національна бібліотека України для дітей «Пригоди славнозвісних книг» Присвячене пам’яті дитячого письменника Анатолія Костецького |
| 2007 | МЦБС м. Біла Церква «Усе минуще — тільки книга вічна» У рамках Року української книги, оголошеного Президентом України | Національна бібліотека України для дітей «Дружба з книгою — це свято»                                                              |
| 2008 | Волинська обласна бібліотека для дітей «Сузір’я вічного й святого — дитяча книга на землі» | Національна бібліотека України для дітей «Мій друже, супутнику, книго моя, завжди на дозвіллі де ти — там і я»                     |
| 2009 | Гадяцька районна бібліотека для дітей Полтавської обл. «Книжки, немов могутні крила — читай, лети на горду висоту...» | Національна бібліотека України для дітей «Духовна скарбниця людства —книга»                                                        |
| 2010 | Міська бібліотека для дітей м. Малин Житомирської обл. «Дитина читає — Україна процвітає» | Національна бібліотека України для дітей «Читання світ відкриває»                                                                  |
| 2011 | Прилуцька міська бібліотека для дітей м. Прилуки, Чернігівської обл. «Хай Україна вся читає, бо книга нас усіх єднає» | Національна бібліотека України для дітей «Читання світ відкриває»                                                                  |
| 2012 | Рівненська обласна бібліотека для дітей «Книга — розум, знання та успіх» | Національна бібліотека України для дітей «Читання світ відкриває»                                                                  |
| 2013 | Івано-Франківська обласна бібліотека для дітей «Будемо усі читати, славу книги звеличати» | Національна бібліотека України для дітей «Книга нашого дитинства»                                                                  |
| 2014 | Херсонська обласна бібліотека для дітей ім. Дніпрової Чайки м. Херсон «Потяг наш летить крізь час, на свята збирає нас» | Національна бібліотека України для дітей «І лине над землею Шевченкове святеє слово»                                               |
| 2015 | Миколаївська обласна бібліотека для дітей ім. В.О. Лягіна «Якщо читає дитина, Україна буде вільна і єдина!» | Національна бібліотека України для дітей «Великий книжковий БУМ, або Тиждень шаленого читання»                                     |
| 2016 | Хмельницька обласна бібліо-тека для дітей ім. Т.Г. Шевченка «З книгою у майбутнє!» | Національна бібліотека України для дітей «День книжкових сюрпризів»                                                                |
| 2017 | Закарпатська обласна бібліотека для дітей та юнацтва «Нам книжка відкриває всі світи» | Національна бібліотека України для дітей «Зустрічаємось з книжками, заряджаємось думками!»                                         |
| 2018 | Полтавська обласна бібліотека для дітей ім. Панаса Мирного «Ми читаємо завзято, а читання нам — це свято!» | Національна бібліотека України для дітей «ЕКСТРІМ-читання (без обмежень)»                                                          |
| 2019 | КЗ «Обласна бібліотека для дітей» Черкаської обласної ради «Нам книга відкриває всі світи» | Національна бібліотека України для дітей «Я обираю КНИГУ!»                                                                         |
| 2020 | КЗ «Рівненська обласна бібліотека для дітей» Рівненської обласної ради «Книга змінює нас, ми змінюємо час» | Національна бібліотека України для дітей «Книжковий ТРІУМФ»                                                                        |
| 2021 | КЗ «Чернігівська обласна бібліотека для дітей» Чернігівської ОР «Книжки читай — успіху досягай!» | Національна бібліотека України для дітей «Бібліотечний ТРІУМФ»                                                                     |
| 2022 | Загальнонаціональний книжковий рух єднання «НАЦІЯ, яка ЧИТАЄ — НЕПЕРЕМОЖНА!». | Загальнонаціональний книжковий рух єднання «НАЦІЯ, яка ЧИТАЄ — НЕПЕРЕМОЖНА!».                                                      |